# سارناک
سارناک (به لاتین: Sarnak) یک منطقهٔ مسکونی در بلغارستان است که در شهرستان کروموفگراد واقع شده‌است.